# Valeriya Strakhova
Valeriya Strakhova (Kerch, 9 de junio de 1995) es una tenista profesional ucraniana.
Su mejor clasificación en la WTA fue la número 231 del mundo, que llegó el 1 de febrero de 216. En dobles alcanzó número 110 del mundo, que llegó el 6 de noviembre de 2023. Hasta la fecha, ha ganado dose títulos y 44 títulos de dobles en el ITF tour.
Ganó el W15 Nairobi 01A a Emeline Dartron (Fr.) por 6-4 5-7 6-1 el 17 de diciembre de 2023.

## Títulos WTA (0; 0+0)

### Dobles (0)
| Leyenda                    |
| -------------------------- |
| Grand Slam (0)             |
| Juegos Olímpicos (0)       |
| WTA Tour Championships (0) |
| WTA 1000 (0)               |
| WTA 500 (0)                |
| WTA 250 (0)                |

#### Finalista (1)
| N.º | Fecha                 | Torneos     | Superficie | Pareja          | Oponentes en la final       | Resultado |
| --- | --------------------- | ----------- | ---------- | --------------- | --------------------------- | --------- |
| 1.  | 22 de octubre de 2023 | Cluj-Napoca | Dura       | Leolia Jeanjean | Jodie Burrage Jil Teichmann | 1-6, 4-6  |

## Títulos WTA 125s

### Dobles (0–1)
| Resultado | Fecha                  | Torneos    | Superficie    | Pareja         | Oponentes                     | Resultado |
| --------- | ---------------------- | ---------- | ------------- | -------------- | ----------------------------- | --------- |
| Finalista | 2 de noviembre de 2024 | Santa Cruz | Tierra batida | Aliona Bolsova | Nuria Brancaccio Leyre Romero | 4-6, 4-6  |